# Argenteus

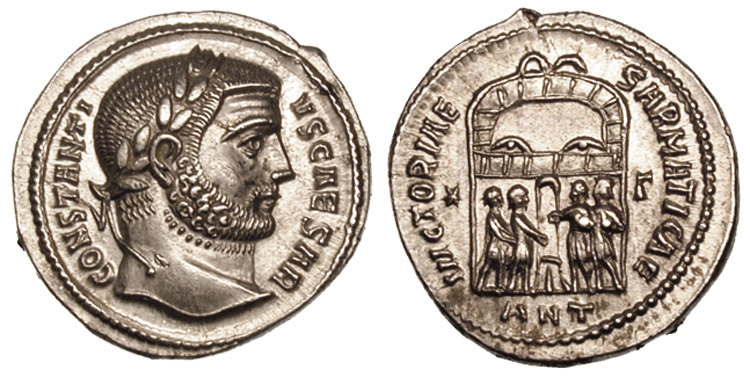
Argenteus de Constance Chlore, vers 294 - 295, frappé à Antioche (RIC 33a)
avers : CONSTANTIVS CAESAR ; revers: VICTORIAE - SARMATICAE, les quatre tétrarques sacrifiant devant une porte de camp

L'argenteus (pluriel argentei) est une monnaie d'argent fin créée sous la Tétrarchie lors de la réforme monétaire de Dioclétien, vers 294.

## Origine
Créé par Caracalla, l'antoninien, monnaie radiée d'argent valant deux deniers, avait perdu beaucoup de sa valeur au cours du IIIe siècle, perdant en masse et en taux d'argent, n'en contenant quasiment plus à la fin de l'Empire gaulois. La réforme d'Aurélien, vers 270 - 275, a rendu de la valeur aux antoniniens, avec une teneur de 5 % d'argent (indiquée "XXI" ou "KA" en grec à l'exergue des revers). Mais rapidement ils reperdent à nouveau de leur valeur, causant de fait la disparition du denier,.

## La réforme de Dioclétien

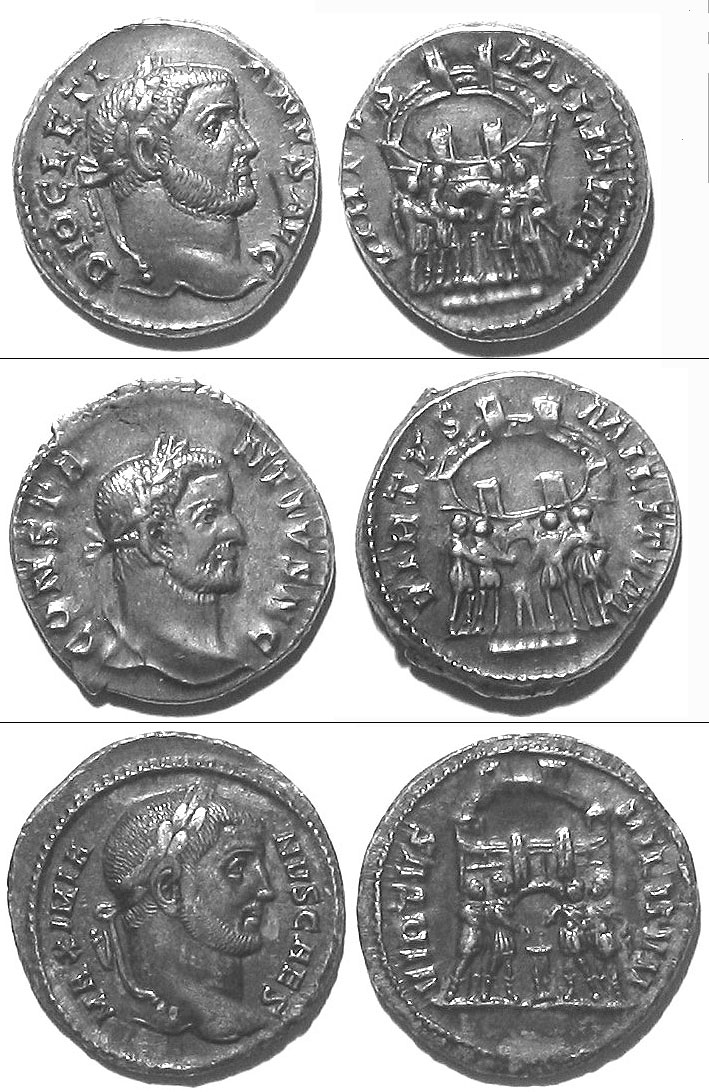
trois argentei avec les quatre Tétrarques sacrifiant devant un camp, tous trois de l'atelier monétaire de Trèves. Le premier figure au revers Dioclétien, le second Constance Chlore et le troisième Galère.

Dioclétien, arrivé au pouvoir vers 283, s'est adjoint comme auguste Maximien Hercule vers 285 - 286, qui se charge d'éliminer les usurpateurs, en particulier en Occident, instaurant la diarchie. Ils s'adjoignent comme césars Galère et Constance Chlore vers 293, lançant les bases de la Tétrarchie.
Une fois l'empire ainsi stabilisé, Dioclétien se lance dans une réforme profonde du système monétaire, vers 294.
Le problème venait du fait que les aurei d'or étaient thésaurisés et quittaient le circuit monétaire, et que les monnaies de bon aloi suivaient le même chemin. Les impôts étaient payés en mauvaise monnaie et l'état se retrouvait payé avec des monnaies qui ne valaient rien. Il fallait donc émettre un grand nombre de monnaies d'un bon aloi, tout en restaurant des monnaies de valeur intermédiaire entre l'antoninien déprécié et l'aureus thésaurisé et de peu d'utilité dans les transactions quotidiennes, afin que de bonnes monnaies intègrent le circuit,.
Dioclétien a donc créé deux modules : le nummus (ou follis), grande monnaie de bronze argenté et l'argenteus, monnaie d'argent fin,.

## Caractéristiques
La monnaie d'argent, appelée sans doute argenteus dès cette époque, est produite en argent fin. On en obtient 96 avec une livre d'argent, soit 3,38 g, retrouvant le niveau du denier de Néron. Cette grande masse d'argent est vue comme extraordinaire et est souvent indiquée au revers par « XCVI » (96, pour 1/96),,,,.
Le plus souvent le revers représente les quatre tétrarques sacrifiant devant un camp fortifié, avec la légende « VIRTVS MILITVM ». On trouve aussi parfois la légende « VICTORIA SARMAT », célébrant la victoire sur les Sarmates. Les autres revers sont moins fréquents.
Ces revers insistent sur l'unité, la concorde entre les quatre empereurs, de manière très standardisée, de la même façon que le follis diffuse très largement le Génie du Peuple Romain (« GENIO POPVLI ROMANI ») pour insister sur la communauté, l'unité du peuple du monde romain. Ici, le thème militaire vise à inspirer la confiance, à faire croire en la sécurité de l'empire, propice aux échanges commerciaux et non à la thésaurisation,,.
L'avers figure un tétrarque lauré avec sa titulature.

## Échec de l'argenteus
Mais ces monnaies ont très peu circulé et ont été rapidement thésaurisées. Le trésor de Sisak, enfoui vers 295 - 296, par exemple, contenait 1415 argentei. Les ateliers cessèrent donc progressivement leurs frappes (Aquilée, Carthage, Serdica en 307, Trèves et Ostie en 309, Rome en 310).
À la fin de la Tétrarchie, Licinius, Maximin II émettent encore quelques monnaies sur le modèle de l'argenteus, mais en billon. Elles sont appelées aujourd'hui le plus souvent pseudo-argenteus.
Il faut attendre la création de la silique sous Constantin, à 2,24g pour voir le retour d'une monnaie d'argent.